# Station Nowa Grobla
Station Nowa Grobla is een spoorwegstation in de Poolse plaats Nowa Grobla.